# Daniel Barsky
Daniel Barsky (* 1944) ist ein französischer Mathematiker, der sich mit p-adischer Analysis und Zahlentheorie befasste.
Barsky wurde 1974 in Paris bei Yvette Amice promoviert (Mesures p-adiques à densité et prolongement analytique) und war ab den 1970er Jahren im Seminar von Amice, Philippe Robba und Gilles Christol über p-adische Analysis in Paris (Groupe de travail d'Analyse Ultramétrique). Er war später Professor an den Universitäten Paris VII und XIII.
1979 führte er p-adische Zetafunktionen über total reellen Körpern ein (unabhängig von Pierrette Cassou-Noguès, Pierre Deligne, Kenneth Ribet)
Er war Herausgeber der Gazette des Mathematiciens.